# Брахман
Брахма́н (санскр. ब्रह्मन् від санскр. बृह्, брг, «зростати, наростати» і санскр. मन्, ман, «відбивати, вірити, мислити») — в індуїзмі абсолютний дух, всесвітня душа, першооснова всіх речей і явищ. Аналог середземноморської концепції абсолютного Бога або гегелівського абсолютного духу. Незмінна, безмежна, повсюдна і трансцендентна дійсність, буття. Складає основу речовини, енергії, часу, простору та всіх сутностей у Всесвіті.
«Незмінна реальність серед та за межами світу», яка «не може бути точно визначена». Брахман був описаний на санскриті як сат-чит-ананда (буття-свідомість-блаженство) і, як вища реальність.
Брахман визначають як Атман, персональний, безособовий та / або Пара Брахман, в залежності від філософської школи.
Згідно Адвайта, звільнена людська істота (джіванмукта) усвідомив Брахман, як його або її власної істинної самості.
Іша Упанішада каже: Аум — Це вищий Брахман нескінченно, і це зумовило Брахман нескінченним. Нескінченні виходить з нескінченною. Якщо відняти нескінченне від нескінченного, нескінченне залишається один.
Брахману не може бути дано ніяке позитивне визначення, дати йому характеристику можна тільки через заперечення: нескінченний, незмінний, непорушний.
Брахман — це всесвітня душа, злиття з якою і розчинення в якій прагне індивідуальна душа, атман. Розрізняють Сагуна Брахман — Абсолют із якостями (гунами) та Ніргуна Брахман — безформенний Абсолют, без гун.

## Філософські школи веданти для пояснення Брахману
Брахман описується перш за все у Веданта-сутрі та її коментарі Шрімад-Бгагаватам. Оскільки існують різні школи веданти, Брахман також описується по-різному. Найлегше зрозуміти Брахман або Вішну, якщо вивчати тексти Шрімад-Бгагаватам, оскільки їх записав Вйасадева спеціально, щоб пояснити веданту. Власне, Веданта-сутра починається зі слів «атхато Брахман джіджняса» тобто «тепер настав час запитувати (істинного духовного учителя) про Абсолютну Істину, Брахмана (Вішну)». Шрімад-Бхагаватам також починається цими словами, але Шрімад-Бгагаватам — важливіша за веданту, у тому розумінні, що Бхагаватам має у собі все, що є у веданті і більше — пояснення її і коментар самого Вйасадеви (автора Вед). Шрімад-Бхагаватам описує що Абсолютна істина або Брахман пізнається у три етапи:
1. Пізнання безособистісного аспекту Абсолютної Істини, Бога (Крішни або Вішну) — пізнання брахмаджйоті, сяйва Його трансцендентного тіла. Цього знання досягають завдяки гйана-йозі — філософським пошуком, якій може тривати не одне життя. Зазвичай цю школу представляють імперсоналісти школи адвайта-веданти — послідовники Шанкарачарйі (втілення Господа Шіви). Вайшнави вважають безособистісний аспект Брахману (Вішну) тобто брахмаджйоті не дуже вартим уваги, оскільки він відкривається автоматично при пізнанні двох наступних, більш глибоких аспектів Абсолютної Істини — при пізнанні Параматми (та Парабрахмана) та Бгагавана.
2. Пізнання Параматми. Цей аспект Абсолютної Істини розкривається йогам у процесі медитації на Абсолютну Істину, Брахман. У цьому процесі йог починає бачити різницю між собою (джівою, атмою) та Світовою душею, Богом у серці (Параматмою). Пізнання Параматми також проходить кілька етапів. Спочатку вона пізнається як Кшіродакашайі-Вішну (у океані молока — саме через Кшіродакашаці-Вішну приходять у матерільний світ усі аватари Вішну: у разі небезпеки, девати тобто півбоги підходять до океану молока і молять Вішну, щоб Він втілився). Це — також пізнання Світової душі у кожному атомі, у кожному серці (душі). Після цього йог може пізнати світову душу брахманди — тобто матерільного світу у якому він знаходиться. Це — пізнання Гарбгодакашайі-Вішну. Саме Гарбгодакашайі-Вішну — першопричина життя у всьому всесвіті (брахманді): навіть Брахма (перша жива істота всесвіту) також народжується на лотосі, що виходить з пупа Гарбгодакашайі-Вішну. Після цього йог може пізнати Маха-Вішну або Каранодакашайі-Вішну. У кожній брахманді (всесвіті, «світовому яйці») є свій Гарбгодакашайі-Вішну (та Кшіродакашайі-Вішну) та Брахма (та безліч інших живих істот, джіва-атм), але Маха-Вішну є джерелом усіх брахманд та усіх Гарбгодакашайі-Вішну. Таким чином, на третьому етапі пізнання Параматми, йог медитує на МахаВішну і розуміє Брахман (Параматму, Парабрахман) як Махавішну. Врешті-решт, досконалий йог пізнає у процесі медитації джерело МахаВішну — чатурвйуху: Санкаршану, Васудеву, Прадйумну та Аніруддгу. Чатйрвйуха є прічіною появи Махавішну, але чатурвйуха виходить з Нараяни. Так йог може увійти в процесі медитації на пленети Вайкунтхалоки, де вічно перебуває Лакшмі-Нараяна (котрий є Брахманом, Парабрахманом, Параматмою матеріальних та духовних планет-Вайкунтхалок та Бгаѓаваном).
3. Нарешті Брахман пізнається як Бгагаван. Це можливо у процесі бгакті-йоги. Йог пізнає Брахман та Параматму (брахмаджйоті, трьох Вішну та Нараяну) і йде далі — він усвідомлює Нараяну експансією (через ще одну чатурвйуху) Баларами, а Балараму (Баладеву) — експансією Крішни. Так він знаходить причину всіх причин. Брахма, творець планет нашої брахманди (нашого всесвіту) так і молиться Крішні: Ѓовіндам аді пурушам там ахам бгаджамі («я молюсь Крішні-Говінді — причині усіх причин, джерелу усіх матеріальних та духовних світів»). Гаудійа-вайшнавська сампрадая від Господа Чайтаньйи приймає ці слова Брахми (Господь Брахма — один з махаджан), тому формально гаудійа-вайшнавська сампрадайа належить до Брахма-Мадгава-сампрадайі (або виділяється як окрема п-ята сампрадайа). Чотири інші сампрадаї зазвичай ведуть на пленети Вайкунтхи, але іноді також їх послідовники можуть відданими Крішні (Парабрахману) і після смерті потрапляти на Його вічну планету Голоку Вріндавана. Незважаючи на те що сам Господь Шіва говорить «бхаджа Говінда» — «поклоняйтесь Говінді» (Крішні), більшість його так званих послідовників зневажають поклоніння Вішну та Крішні (Господь Шіва також авторитет у веданті і має свою школу — адвайта-веданта). Дві інші сампрадайі, які також тлумачать веданту і описують Брахман — це сампрадайа від Лакшмі та від чотирьох Кумарів. Усі ці п-ять авторитетів веданти — Господь Чайтанья, Господь Шіва, Лакшмі, Брахма та чотири Кумари пояснюють Брахман, тому існує п-ять основних систем веданти:
  1. Ачінтйа-бгедабгеда-веданта Господа Чайтанйі (Гаудійа-вайшнава сампрадайа)
  2. Вішіштадвайта-веданта Рамануджачарйі, Шрі Лакшмі (Шрі сампрадайа)
  3. Двайта-веданта Господа Брахми (Мадгавачарйа, Брахма-Мадгава-сампрадайа)
  4. Двайтадвайта-веданта чотирьох Кумарів (Німбарка сампрадайа або (Хамса сампрадайа, Кумара-сампрадайа, Чатйх-Сана сампрадайа, Санакаді-сампрадайа)
  5. Рудра-сампрадайа Господа Шіви (Рудри), Шуддгадвайта-веданта (вайшнавізм) та Адвайта-веданта (Шанкарачарйі, Шанкара-сампрадайа, шіваїзм). Через суперечність між персоналістами (вайшнавами, прибічниками двайта-веданти, відмінності душі та Бога) та імперсоналістами (моністами, шіваїтами та майаваді, адвайтистами, захисниками ідеї що «душа — і є Бог» або «атман і є Брахман») в цих школах веданти відбуваються основні диспути ведантистів.

## Цікаві факти
Припускають, що староукраїнське слово «рахман» («праведний християнин» або «старець») походить від санскр. ब्रह्मन् через посередництво грец. βράχμαν.